# Japonská hokejová liga
Japonská hokejová liga (JHL) byla založena v roce 1966 a rozpuštěna roku 2004, kdy byla nahrazena Asijskou hokejovou ligou. V japonské hokejové lize soutěžily pouze japonské týmy.  
Maximální počet účastníků soutěžících v lize činil šest klubů. 

## Historie
V Japonsku se hraje hokej již od roku 1920, od roku 1930 mohly zdejší týmy soutěžit ve Všejaponském šampionátu, čímž se tato soutěž stala jedním z nejstarších sportovních turnajů v zemi. 
Profesionální  hokej se začal v Japonsku hrát v roce 1966, kdy vznikla JHL. Původně pětiklubová soutěž se v roce 1974  rozrostla na šest účastníků a zůstala tak, dokud ji nepříznivá ekonomická situace nedonutila nejprve k rozpočtovým škrtům a posléze, v roce 2004, i k přeměně v mezinárodní Asijskou hokejovou ligu.

## Vítězové JHL
| Sezóna    | Vítěz                |
| 1966–67   | Iwakura Tomakomai    |
| 1967–68   | Iwakura Tomakomai    |
| 1968–69   | Oji Eagles           |
| 1969–70   | Oji Eagles           |
| 1970–71   | Seibu Tetsudo Tokyo  |
| 1971–72   | Seibu Tetsudo Tokyo  |
| 1972–73   | Seibu Tetsudo Tokyo  |
| 1973–74   | Oji Eagles           |
| 1974–75   | Seibu Prince Rabbits |
| 1975–76   | Seibu Tetsudo Tokyo  |
| 1976–77   | Seibu Tetsudo Tokyo  |
| 1977–78   | Seibu Prince Rabbits |
| 1978–79   | Seibu Tetsudo Tokyo  |
| 1979–80   | Oji Eagles           |
| 1980–81   | Seibu Tetsudo Tokyo  |
| 1981–82   | Oji Eagles           |
| 1982–83   | Oji Eagles           |
| 1983–84   | Oji Eagles           |
| 1984–85   | Oji Eagles           |
| 1985–86   | Seibu Prince Rabbits |
| 1986–87   | Oji Eagles           |
| 1987–88   | Oji Eagles           |
| 1988–89   | Seibu Prince Rabbits |
| 1989–90   | Oji Eagles           |
| 1990–91   | Oji Eagles           |
| 1991–92   | Seibu Prince Rabbits |
| 1992–93   | Seibu Prince Rabbits |
| 1993–94   | Oji Eagles           |
| 1994–95   | Seibu Prince Rabbits |
| 1995–96   | Seibu Tetsudo Tokyo  |
| 1996–97   | Seibu Tetsudo Tokyo  |
| 1997–98   | Seibu Prince Rabbits |
| 1998–99   | Seibu Prince Rabbits |
| 1999–2000 | Seibu Tetsudo Tokyo  |
| 2000–01   | Seibu Prince Rabbits |
| 2001–02   | Seibu Prince Rabbits |
| 2002–03   | Seibu Prince Rabbits |
| 2003–04   | Seibu Prince Rabbits |